# 1515 Perrotin
1515 Perrotin је астероид главног астероидног појаса са средњом удаљеношћу од Сунца која износи 2,571 астрономских јединица (АЈ).
Апсолутна магнитуда астероида је 13,1.